# 仙台市立蒲町中学校
仙台市立蒲町中学校（せんだいしりつ かばのまちちゅうがっこう）は、宮城県仙台市若林区蒲町にある公立中学校。通称は「蒲中」（かばちゅう）。

## 概要
- 仙台市南東部に位置している。学校は仙台バイパスの沿線近くにある。また工業団地が近くにある。学区は主に仙台バイパスよりも東側となっている。

## 沿革
- 1979年（昭和54年）4月1日 - 仙台市立南小泉中学校より分離・開校。

## 学区
- 蒲町、大和小学校学区

## 所在地
- 宮城県仙台市若林区蒲町9-1

## 部活動
運動部
- 陸上部
- 水泳部（新規の入部停止中）
- 卓球部
- 野球部
- サッカー部
- ソフトボール部
- ソフトテニス部
- バドミントン部
- バレー部
- バスケ部
- 剣道部
- 柔道部

文化部
- 吹奏楽部
- 美術部
- 科学部

3月から10月は18時まで、11月から2月までは17時までの活動となっている。
また、中学総合体育大会まえの強化期間（5月下旬から6月上旬）は延長が認められ18時30分までの活動することができる。

## 年間行事
- 運動会
- 合唱コンクール
- 学校祭
- 予餞会

## 生徒数などの推移
| 年度 | 男子 | 女子 | 計  |
| ---- | ---- | ---- | --- |
| 2009 | 327  | 300  | 627 |
| 2008 | 339  | 308  | 647 |
| 2007 | 327  | 280  | 607 |
| 2006 | 312  | 258  | 570 |
| 2005 | 322  | 270  | 592 |
| 2004 | 313  | 277  | 590 |
| 2003 | 326  | 267  | 593 |
| 2002 | 325  | 267  | 592 |

## 著名な出身者
- 高橋龍輝（俳優）
- 淡路卓（ロンドンオリンピックフェンシング日本代表選手）
- 高橋顕法（元プロ野球選手）
- 千葉真也（元プロサッカー選手）
- 見田雅之（元プロサッカー選手）
- 土橋正樹（元プロサッカー選手）
- 羽賀博信（元プロサッカー選手）